# Ike Barinholtz
Isaac "Ike" Barinholtz (født 18. februar 1977) er en amerikansk komiker og skuespiller.